# أديسون بي. جونز
أديسون بي. جونز هو سياسي أمريكي، ولد في 15 سبتمبر 1822 في Greenville, Greene County, New York ‏ في الولايات المتحدة، وتوفي في 5 مايو 1910. نشط حزبياً في الحزب الديمقراطي. وقد انتخب عضو مجلس ولاية نيويورك ‏.